# My first love (曲)
「my first love」（マイ・ファースト・ラブ）は、日本の女性歌手上原多香子のソロ・デビュー・シングル。SPEEDのメンバーのソロ・シングルの単独リリースとしては、4人の中で最も早かった。河村隆一がサウンドプロデュースを手がけ、グループでの彼女とは異なるイメージを打ち出した。

## 解説
- 1999年3月25日にトイズファクトリーよりリリースされた。
- 表題曲は上原が出演するハウス食品「紅茶のゼリー」CMソングとしてオンエアされた。
- 表題曲はまた、河村隆一がアルバム『深愛〜only one〜』でセルフカバーしている。

## 収録曲
| #                                                 | タイトル                     | 作詞     | 作曲     | 編曲     |
| ------------------------------------------------- | ---------------------------- | -------- | -------- | -------- |
| 1                                                 | my first love                | 河村隆一 | 河村隆一 | 土方隆行 |
| 2                                                 | dry city                     | 河村隆一 | 河村隆一 | 土方隆行 |
| 3                                                 | Everyone I'll meet soon      | 河村隆一 | 河村隆一 | 土方隆行 |
| 4                                                 | my first love (Piano Ver.)   | -        | 河村隆一 | 土方隆行 |
| 5                                                 | my first love (Instrumental) | -        | 河村隆一 | 土方隆行 |
| タイアップ                                        |                              |          |          |          |
| my first love *ハウス食品「紅茶のゼリー」CMソング |                              |          |          |          |

## 商品規格
- TFCC-87025 ￥1,050(廃盤)

## その他の収録作品
my first love
- オリジナルアルバム『first wing』（歌い直し）
- オリジナルアルバム『pupa』（Strings Version）
- ベストアルバム『départ〜takako uehara single collection〜』（CD,DVD）
  - CDにはシングルバージョンとStrings Versionの2バージョンを収録
- ビデオクリップ集『MY FIRST WING』